# Rio Minho (Jamaika)
Der Rio Minho ist mit einer Länge von 92,5 Kilometern der längste Fluss Jamaikas. 
Er entspringt im Inneren der Insel und durchläuft den Clarendon Parish in südlicher Richtung, bevor er in die Carlisle Bay und in die Karibik mündet. Das 1700 Quadratkilometer große Einzugsgebiet wird im Westen durch die Clarendon Wasserscheide von dem des Black River getrennt.  
Der Rio Minho durchläuft zunächst die Kalksteingebirge im Inselinneren. Im weichen Untergrund ändert sich das Flussbett regelmäßig, so dass Längenangaben und Karten nur vorläufig sind, besonders im Oberlauf. Dieser kann in niederschlagsarmen Monaten vollständig austrocknen. Aus diesem Grund wird manchmal der kürzere Black River als längster Fluss der Insel angegeben. 
Im Unterlauf durchquert er die große Alluvialebene des Clarendon Parish. In diesem landwirtschaftlich intensiv genutzten Gebiet wird ein großer Teil des Wassers zur Bewässerung genutzt. Die größte Stadt entlang des Laufes ist May Pen mit etwa 45.000 Einwohnern.